# ريكو شيبا
ريكو شيبا (باليابانية: 千葉 麗子) هي مغنية وممثلة يابانية، ولدت في 8 يناير 1975 في اليابان.

## وصلات خارجية
- ريكو شيبا على موقع IMDb (الإنجليزية)
- ريكو شيبا على موقع ميوزك برينز (الإنجليزية)
- ريكو شيبا على موقع قاعدة بيانات الفيلم (الإنجليزية)
- ريكو شيبا على موقع ANN person (الإنجليزية)